# Hanger Lane (stanice metra v Londýně)
Hanger Lane je stanice metra v Londýně, otevřena byla dne 30. června 1947. Nachází se na lince :
- Central Line (mezi stanicemi Perivale a North Acton)

| Rok  | Počet cestujících |
| ---- | ----------------- |
| 2011 | 3,36 mil          |
| 2012 | 3,45 mil          |
| 2013 | 3,63 mil          |
| 2014 | 3,84 mil          |